# Bengtsgårdstjärnen
Bengtsgårdstjärnen är en sjö i Åre kommun i Jämtland och ingår i Indalsälvens huvudavrinningsområde. Sjön har en area på 0,0975 kvadratkilometer och ligger 304 meter över havet.

## Delavrinningsområde
Bengtsgårdstjärnen ingår i det delavrinningsområde (701744-140172) som SMHI kallar för Mynnar i Ockesjön. Medelhöjden är 320 meter över havet och ytan är 4,35 kvadratkilometer. Räknas de 119 avrinningsområdena uppströms in blir den ackumulerade arean 784,57 kvadratkilometer. Dammån (Storån) som avvattnar avrinningsområdet har biflödesordning 2, vilket innebär att vattnet flödar genom totalt 2 vattendrag innan det når havet efter 269 kilometer. Avrinningsområdet består mestadels av skog (77 procent). Avrinningsområdet har 0,1 kvadratkilometer vattenytor vilket ger det en sjöprocent på 2,3 procent.